# Куп СР Југославије у рагбију
Куп СР Југославије у рагбију је национални куп који је настао 1992. распадом СФРЈ и игран је до 2006. Године 2003. када је СР Југославија променила име у Србија и Црна Гора, такмичење је преименовано у Куп Србије и Црне Горе у рагбију. Куп се играло по правилима Рагби уније.

## Освајачи купа СР Југославије у рагбију
| Сезона   | Освајач             | Финалиста             |
| -------- | ------------------- | --------------------- |
| 1992/93. | Рагби клуб Партизан | Београдски рагби клуб |
| 1993/94. | Рагби клуб Партизан | Рагби клуб Жарково    |
| 1994/95. | Рагби клуб Партизан | КБРК                  |
| 1995/96. | Рагби клуб Партизан | Рагби клуб Жарково    |
| 1996/97. | Рагби клуб Партизан | КБРК                  |
| 1997/98. | Рагби клуб Партизан | КБРК                  |
| 1998/99. | Рагби клуб Партизан | КБРК                  |
| 1999/00. | Рагби клуб Партизан | Рагби клуб Дорћол     |
| 2000/01. | Рагби клуб Дорћол   | Рагби клуб Партизан   |
| 2001/02. | Рагби клуб Дорћол   | КБРК                  |
| 2002/03. | Рагби клуб Партизан | КБРК                  |
| 2003/04. | КБРК                | Рагби клуб Партизан   |
| 2004/05. | Рагби клуб Партизан | КБРК                  |
| 2005/06. | Рагби клуб Победник | Рагби клуб Партизан   |

*Напомена: Београдски рагби клуб (БРК) преименован је 1993. године у Краљевски Београдски рагби клуб. Старо име је враћено 2012. године.

## Успешност клубова
| Клуб                  | Освајач | Финалиста | Година (освајач)                                            | Година (финалиста)                              |
| --------------------- | ------- | --------- | ----------------------------------------------------------- | ----------------------------------------------- |
| Рагби клуб Партизан   | 10      | 3         | 1993, 1994, 1995, 1996, 1997, 1998, 1999, 2000, 2003, 2005. | 2001, 2004, 2006.                               |
| Рагби клуб Дорћол     | 2       | 1         | 2001, 2002.                                                 | 2000.                                           |
| Београдски рагби клуб | 1       | 8         | 2004.                                                       | 1993, 1995, 1997, 1998, 1999, 2002, 2003, 2005. |
| Рагби клуб Победник   | 1       | -         | 2006.                                                       | -                                               |
| Рагби клуб Жарково    | -       | 2         | -                                                           | 1994, 1996.                                     |